# كريستيان فيلهلمسون
كريستيان فيلهلمسون (بالسويدية: Christian Wilhelmsson)‏ هو لاعب سويدي ولد سنة 1979 م، في مدينة مالمو السويدية، وبدأ مسيرته الكروية في نادي مجالبي السويدي في عام 1997 م وحتى هذا العام شارك مع 10 أندية.

## مسيرته الكروية

### ميالبي السويدي
شارك مع ميالبي لـ 3 مواسم من 1997 إلى 1999، حيث كانت البداية ضعيفه لصغر سنة، فقد شارك في 6 لقاءات في موسمه الأول لم يسجل فيها أي هدف. وفي الموسم الثاني شارك في 21 مباراة احرز خلالها 4 اهداف. اما موسمه الأخير فقد لعب في 25 مباراة، احرز خلالها 7 اهداف. لعب 52 مباراة سجل خلالها 11 هدف.

### ستابايك النرويجي
شارك مع نادي ستابايك النرويجي لـ 4 مواسم حيث امتع الجميع بـ لمساته وسحرهه الكروي المميز مع فريقه ستابايك. بدأ في عام 1999-2000 وشارك في 24 مباراة احرز خلالها 9 اهداف. في الموسم الثاني شارك في 25 مباراة احرز خلالها 6 اهداف. في عامه الأخير اثرت عليه الإصابة، ولم يستطع إلا أن يشارك في 9 لقاءات احرز خلالها 4 اهداف. لعب 84 مباراة سجل خلالها 25 هدف. ثم انتقل إلى نادي أندرلخت البلجيكي.

### أندرلخت البلجيكي
أفضل فترات مسيرته الكروية هي مع نادي أندرلخت البلجيكي بالرغم من أنه ليس نادي سويدي.. إلا أن النادي البلجيكي قد ساعده على أن يشتهر أكثر في البطولات الأوروبية وساعده على المشاركة في البطولة الأغلى والأجمل والأمتع بطولة دوري أبطال أوروبا.
حيث كانت البداية عام 2003-2004، شارك خلالها في 27 مباراة احرز 5 اهداف
في العام التالي، لعب 32 مباراة احرز فيها 4 اهداف، وفي نفس العام لعب مع فريقه في دوري أبطال أوروبا واستطاع ويلهمسون اللعب في 6 مباريات وسجل منها هدفين.
في عامه الأخير، لعب 31 مباراة، احرز 5 اهداف، وفي نفس الموسم استطاع فيلهامسون من اللعب في دوري أبطال أوروبا للموسم الثاني على التوالي واستطاع لعب 5 مباريات من دون تسجيل أي هدف.
وأحرز بطولة الدوري مرتين مع أندرلخت.

### نانت الفرنسي
في عام 2006، انتقل فيلهلمسون إلى نادي نانت الفرنسي الذي ينافس في الدوري الفرنسي الدرجة الأولى.

### نادي الهلال
في عام 2008، وقّع فيلهلمسون عقدًا لمدة ثلاث سنوات مع نادي الهلال السعودي مقابل حوالي 9 ملايين يورو. وساهم في تتويج النادي بلقب دوري المحترفين السعودي في موسمه الثاني، مسجلاً تسعة أهداف وصانعًا عشرة أهداف في 20 مباراة؛ ونظير مساهماته نال جائزة أفضل لاعب في الموسم، وواصل حصد أربعة ألقاب كبرى إضافية خلال فترته مع الفريق، من بينها لقبان متتاليان في كأس ولي العهد السعودي، سجّل في كليهما.

## وصلات خارجية
- كريستيان فيلهلمسون على موقع الاتحاد الدولي (مؤرشف)  (الإنجليزية)
- كريستيان فيلهلمسون على موقع الاتحاد الأوربي (الإنجليزية)
- كريستيان فيلهلمسون على موقع الدوري الأمريكي (الإنجليزية)
- كريستيان فيلهلمسون على موقع قاعدة بيانات كرة القدم.إي يو (الإنجليزية)
- كريستيان فيلهلمسون على موقع ناشيونال فوتبول تيمز (الإنجليزية)
- كريستيان فيلهلمسون على موقع Soccerbase.com (لاعب) (الإنجليزية)
- كريستيان فيلهلمسون على موقع Soccerway.com (الإنجليزية)
- كريستيان فيلهلمسون على موقع عالم كرة القدم.نت (الإنجليزية)